# Gamma Canis Minoris
Désignations
Gamma Canis Minoris (γ Canis Minoris / γ CMi) est une étoile binaire de la constellation équatoriale du Petit Chien. Elle est visible à l'œil nu avec une magnitude apparente combinée de +4,33 et sa couleur orange est évidente quand elle est vue avec des jumelles. Proche dans le ciel de Gomeisa (β CMi), elle forme avec celle-ci ainsi qu'avec ε CMi et η CMi un petit groupe visuel d'étoiles.
Les mesures de parallaxe effectuées à l'aide du satellite Gaia indiquent que le système est distant de 696 ± 55 a.l. (∼ 213 pc) du Soleil. Cependant, la parallaxe déterminée par Gaia, qui est d'environ 4,69 millisecondes d'arc, est bien plus faible que la valeur de parallaxe qui avait été déterminée par le satellite Hipparcos, qui est de 10,25 mas, ce qui placerait alors le système à une distance deux fois plus faible, d'environ ∼ 320 a.l. (∼ 98,1 pc) du Soleil.
γ CMi est une étoile binaire spectroscopique et le système possède une période orbitale de 389,31 jours, un demi-grand axe de 1,48 UA, et une excentricité de 0,2586. Leur vitesse radiale variable avait été découverte par H. M. Reese en 1902 à l'observatoire Lick. Les deux composantes sont des étoiles qui ont évolué en des géantes rouges de type K ; elles sont probablement dans leur première montée dans la branche des géantes rouges. La composante A, qui est la composante primaire, est de type spectral K4 III alors que la composante B, qui est la composante secondaire, pourrait être de type K1: III.